# Crane (Missouri)
Pour les articles homonymes, voir Crane.
Crane, précédemment Hickory Grove, est une ville du comté de Stone, dans le Missouri, aux États-Unis,. Située au nord-ouest du comté, elle est incorporée en 1906.

## Démographie
Lors du recensement de 2010, la ville comptait une population de 881 habitants. Elle est estimée, en 2016, à 862 habitants.

### Source de la traduction
- (en) Cet article est partiellement ou en totalité issu de l’article de Wikipédia en anglais intitulé « Crane, Missouri » (voir la liste des auteurs).